# Mosu nujiang
Mosu nujiang là một loài nhện trong họ Mysmenidae.
Loài này thuộc chi Mosu. Mosu nujiang được miêu tả năm 2009 bởi Miller, Griswold & Yin.